# Morgen, Kinder, wird’s was geben
Morgen Kinder wirds was geben este o colindă germană de Crăciun.

## Versurile în limba germană
| 1. Morgen, Kinder, wird's was geben, Morgen werden wir uns freu'n! Welch ein Jubel, welch ein Leben Wird in unsrem Hause sein! Einmal werden wir noch wach, Heißa, dann ist Weinachtstag! 2. Wie wird dann die Stube glänzen Von der großen Lichterzahl! Schöner als bei frohen Tänzen Ein geputzter Kronensaal! Wißt ihr noch, wie vorges Jahr Es am Heiligen Abend war? 3. Wißt ihr noch die Spiele, Bücher Und das schöne Schaukelpferd, Schöne Kleider, woll'ne Tücher, Puppenstube, Puppenherd? Morgen strahlt der Kerzen Schein, Morgen werden wir uns freu'n. |  | 4. Wißt ihr noch mein Räderpferdchen, Malchens nette Schäferin, Jettchens Küche mit dem Herdchen Und dem blankgeputzten Zinn? Heinrichs bunten Harlekin Mit der gelben Violin? 5. Wißt ihr noch den großen Wagen Und die schöne Jagd von Blei? Unsre Kleiderchen zum Tragen Und die viele Nascherei? Meinen fleiß'gen Sägemann Mit der Kugel unten dran? 6. Welch ein schöner Tag ist morgen! Neue Freuden hoffen wir. Unsere guten Eltern sorgen Lange, lange schon dafür O gewiß, wer sie nicht ehrt Ist der ganzen Lust nicht wert. |